# Дикая Утка
Дикая Утка — река в Пермском крае и Свердловской области. Правый приток Сылвы.

## Описание
Длина реки 35 км, площадь бассейна 311 км². Протекает в лесах Среднего Урала.
Берёт начало в 4 км к юго-востоку от деревни Симаново Лысьвенского городского округа в Пермском крае. От истока течёт на юг и входит на территорию Шалинского городского округа Свердловской области. В устьевой части поворачивает на юго-запад и впадает в Сылву по правому берегу в 433 км от её устья.
Основной приток: Унь (длина 22 км), впадает слева в низовьях.
В бассейне реки частично расположены посёлки Колпаковка и Унь.

## Данные водного реестра
По данным государственного водного реестра России относится к Камскому бассейновому округу, водохозяйственный участок реки — Сылва от истока и до устья, речной подбассейн реки — Кама до Куйбышевского водохранилища (без бассейнов рек Белой и Вятки). Речной бассейн реки — Кама.
Код объекта в государственном водном реестре — 10010100812111100012272.